# Оливер, Майкл (актёр)
Майкл Оливер (англ. Michael Oliver; полное имя — Майкл Джошуа Ольвериус (англ. Michael Joshua Oliverius); род. 10 октября 1981, Лос-Анджелес, Калифорния, США) — бывший американский ребёнок-актёр, прославившийся своей ролью Джуниора в комедии «Трудный ребёнок» (1990). В 2005 году телешоу «The Greatest» поставило Оливера на 68 место в списке «100 великолепных детей-актёров». Майкл является сводным братом актёра Луиса Дэниэлла Понце и певицы Луанны Понце.

## Биография
Родился он в семье Мэтью Оливериуса и Дианы Понце. Карьера Майкла началась в возрасте двух лет, когда он снялся в качестве модели для каталога торговой сети «Sears». Затем в шесть лет он снялся в рекламе корпорации «Chevron», где его и заметил агент по кастингу фильма «Трудный ребёнок» (хотя Майкл в данной рекламе носил очки и его голос продублирован). Агент разыскал Майкла через рекламное агентство и через несколько дней его утвердили на роль. В дальнейшем он сыграл несколько ролей в различных телешоу («Amen», «Platypus Man» и «Drexell’s Class»). Последнюю кинороль он исполнил в фильме «Диллинджер и Капоне» (1995).
В настоящее время он является членом одновременно двух групп — «The Samples» и «Nural», у которых работает техником.
В 2011 в радиошоу «Loveline» состоялась беседа Майкла с его коллегой по «Трудному ребёнку» актёром Гилбертом Готтфридом. Это был первый раз, когда они встретились после фильма «Трудный ребёнок 2».
В 2015 году Оливер рассказал в интервью, что доволен своей жизнью вдали от публичности, а также сообщил, что ему нравится «приятное, спокойное существование», и выразил благодарность за то время, которое он провел в центре внимания будучи ребёнком-звездой.
4 июня 2016 года Оливер женился на своей давней подруге Магнолии в Беверли-Хиллз, Калифорния.

### Суд с Universal
Перед началом съёмок «Трудный ребёнок 2» мать Майкла Диана Понце, которая исполняла обязанности его менеджера, стала шантажировать продюсеров — грозилась забрать сына с площадки, если не будет заключён новый контракт, согласно которому его гонорар будет поднят с 80 тысяч долларов (изначальная цена гонорара) до 500. В конечном счёте она добилась того, что Майклу вместо 80 тыс. заплатили 250 — продюсеры рассчитывали, что сборы фильма покроют такие расходы. После того как фильм собрал слабую кассу, «Universal» подали на Понце в суд, предъявив ей иск на 190 тысяч долларов (сама же Понце подала ответный иск на 350 тысяч). На суде адвокат Понце заявил, что его клиентка руководствовалась тем, что первый «Трудный ребёнок» сумел собрать очень неплохую кассу и это, по её мнению, была в основном заслуга её сына, из-за чего она захотела, чтобы у Майкла гонорар за вторую часть был не хуже, чем у его коллеги Джона Риттера (его гонорар составил 1 миллион долларов). В итоге жюри Верховного суда приняло сторону «Universal» и постановило, что Диана и Майкл обязаны были возвратить студии разницу в размере 170 тысяч долларов.
В итоге семья Майкла потеряла все свои сбережения и даже свой дом, и пару лет они жили у друзей.

## Фильмография
| Год  |   | Русское название    | Оригинальное название | Роль                  |
| ---- | - | ------------------- | --------------------- | --------------------- |
| 1990 | ф | Трудный ребёнок     | Problem Child         | Джуниор               |
| 1990 | с | Amen                | Amen                  | Макс                  |
| 1991 | с | The Munsters Today  | The Munsters Today    | молодой Энди          |
| 1991 | ф | Трудный ребёнок 2   | Problem Child 2       | Джуниор Хили          |
| 1991 | с | Drexell's Class     | Drexell’s Class       | Митчелл               |
| 1994 | ф | Форрест Гамп        | Forrest Gump          | Рыжеволосый подросток |
| 1995 | с | Platypus Man        | Platypus Man          | Расти                 |
| 1995 | в | Диллинджер и Капоне | Dillinger and Capone  | Сэм Далтон            |
| 1996 | ф | Стиратель           | Eraser                | русский подросток     |

## Награды
В 1994 был номинирован на «Young Artist Award» за роль в фильме «Трудный ребёнок 2».